# Free Flight
Free Flight fou una banda de jazz liderada per Jim Walker.
Altres membres van ser: Peter Erskine, Milcho Leviev, Ralph Humphrey, Brian Pezzone, Jimmy Lacefield, i Mike Garson, qui tocà en Beyond the Clouds.

## Discografia
- The Jazz/Classical Union (1982)
- Soaring (1983)
- Beyond the Clouds (1984)
- Illumination (1986)
- Slice of Life (1989)